# 도스 플랜
도스 안(Dawes Plan)이란, 1924년 미국 재무장관이었던 찰스 G. 도스가 주재한 영국과 미국의 재정 전문가 위원회가 베르사유 조약에서 결정된 독일의 배상금 문제에 관련해 작성된 보고서를 말한다.
이 '도스 안'보고서는 1924년 8월 16일, 연합국과 독일 바이마르 공화국간에 의해 승인되었으며, 베르사유 조약에서 합의된 배상금을 독일이 극심한 인플레이션현상과 경제난으로 배상금을 지불할 능력이 없기 때문에 조건을 완화하여 첫해에 금화 10억 마르크를 지불하여 1928년까지 금화 25억 마르크로 증액하는 것으로 되어있는 내용이다. 이 보고서에 따라 독일 바이마르 공화국은 제국 은행이 다시 설립되었고, 독일에 8억마르크의 차관이 지급되었다. 도스안 정책에 따라 미국이 중재에 나서 독일에 대해 차관을 제공하고,전쟁 배상액을 낮춤으로써 해결책을 찾고자 하였다. 이 후 도스 안은 1929년 영 안으로 보완되었다.

## 같이 보기
- 바이마르 공화국
- 베르사유 조약
- 슈트레제만
- 영 안
- 독일의 전후 배상 문제